# 天目湖国家湿地公园
溧阳天目湖国家湿地公园是一个位于中国江苏省溧阳市的国家湿地公园。2012年底获批建设，2018年底通过国家湿地公园验收。规划总面积11.54平方公里，其中湿地面积占其66.5%。
公园位于天目湖镇南部，天目湖上游地区，北邻天目湖国家森林公园天目湖片区，是由平桥河、徐家园河和中田河3条天目湖上游支流交互影响而形成的丘陵、河道和入湖口淡水湿地。